# 姫路市立四郷小学校
姫路市立四郷小学校（ひめじしりつ しごうしょうがっこう）は、兵庫県姫路市四郷町坂元に所在した公立小学校。

## 沿革
- 2019年3月31日 - 姫路市立四郷中学校と統合のため廃校[1]
- 2019年4月1日 - 姫路市立四郷学院開校[1]

## 通学区域
- 四郷町坂元、四郷町山脇(御国野小学校校区を除く。)、四郷町上鈴、四郷町中鈴、四郷町本郷、四郷町見野、四郷町明田、四郷町東阿保[2]

※卒業後は基本的に姫路市立四郷中学校に進学した。